# Vaccinium gracilipes
Vaccinium gracilipes är en ljungväxtart som beskrevs av Herman Otto Sleumer. Vaccinium gracilipes ingår i Blåbärssläktet, och familjen ljungväxter. Inga underarter finns listade i Catalogue of Life.